# Arriba! Arriba!
Arriba! Arriba! é um álbum dos Garotos Podres, uma banda brasileira de punk rock.
É uma coletânea editada em 1997 pelo selo português Fast'n'Loud, com músicas dos primeiros trabalhos da banda e algumas faixas gravadas ao vivo na Alemanha, durante a turnê realizada em 1995, com a banda Mata-Ratos (de Portugal).

## Faixas
1. "O que vou Ser Quando Crescer"
2. "Apresento a mi Amigo"
3. "Arriba! Arriba!"
4. "Meu Bem"
5. "Proletários (Gravada ao vivo na cidade de São Paulo)"
6. "Oi! Tudo Bem? (Gravada ao vivo na cidade de São Paulo)"
7. "Não Devemos Temer"
8. "Insatisfação"
9. "Maldita Preguiça"
10. "Miseráveis Ovelhas"
11. "Liberdade (Onde Está?)"
12. "Mordomia (Gravada ao vivo na Alemanha)"
13. "Papai Noel Filho da Puta (Gravada ao vivo na Alemanha)"
14. "Oi! Tudo Bem? (Gravada ao vivo na Alemanha)"

## Integrantes
Mao - vocal

Mauro - guitarra e vocal

Sukata - baixo e vocal

Português - bateria